# Orlo Vista (Floride)
Orlo Vista est une census-designated place du comté d'Orange, dans l'État de Floride, aux États-Unis,. En 2020, elle compte une population de 6 806 habitants.